# Pierre Gauvreau
Pierre Gauvreau (Montreal, 23 de agosto de 1922 – Montreal, 7 de abril de 2011) foi um pintor canadense que também trabalhou em produções de cinema e televisão.

## Biografia
Ele nasceu em Montreal, e estudou na École des Beaux-Arts de Montréal, hoje parte da Université du Québec à Montréal. Eventualmente esteve associado ao grupo de artistas dissidentes conhecido como Les Automatistes e tornou-se signatária do manifesto artístico Refus global. Gauvreau também trabalhou em vários aspectos da produção de televisão durante a década de 1950. Ele fez uma pausa da pintura na década de 1960 até 1975, e continuou a pintar até 2005.
Gauvreau morreu em 7 de abril de 2011, de insuficiência cardíaca aos 88 anos de idade.